# Gaetano Matteo Pisoni
Gaetano Matteo Pisoni, född 18 juli 1713 i Ascona, nuvarande kantonen Ticino, Schweiz, död 4 mars 1782 i Locarno i Schweiz, var en schweizisk arkitekt, verksam under övergångstiden mellan barock och klassicism. 

## Biografi
Pisonis föräldrar, Giovanni Battista och Anna Daria Vacchini, kom båda från konstnärsfamiljer. Pisoni gick 1729-31 i murarlära i Breitenwang i Tyrolen. Åren 1735-40 utbildade han sig till arkitekt i Accademia di San Luca i Rom. 1740-45 verkade han i Milano och kom 1750 till Österrikiska Nederländerna där han ritade Namurs katedral och andra byggnader. Anställd av fursten Josef Wenzel I av Liechtenstein realiserade han 1753-56 ombyggnader i Wiens omgivning. 1760 utnämnde påven Clemens XIII honom till riddare av Gyllene sporrens orden. 1763 kom han med sin brorson Paolo Pisoni till Solothurn för att bedöma det redan påbörjade bygget av Sankt Ursuskatedralen. Efter ett förkrossande utlåtande fick de ta över projektledningen och bygga enligt nya ritningar, påminnande om katedralen i Namur. Pisoni avskedades senare av ekonomiska skäl och återvände 1770 till Ascona.

## Källor

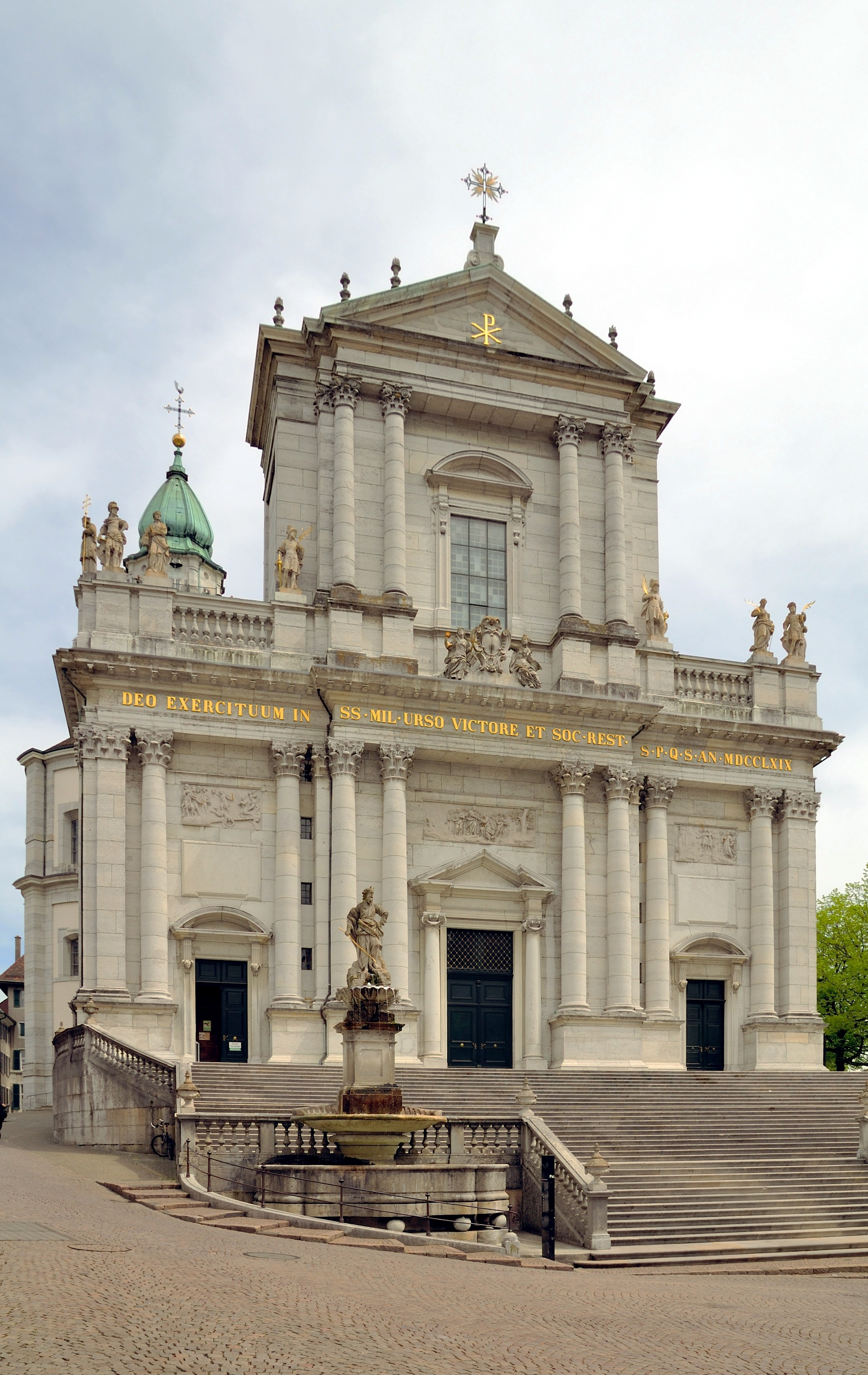
Sankt Ursuskateralens västfasad